# Emerson de Andrade Santos
Emerson de Andrade Santos (sinh ngày 23 tháng 4 năm 1980) là một cầu thủ bóng đá người Brasil.

## Sự nghiệp câu lạc bộ
Emerson de Andrade Santos đã từng chơi cho FC Tokyo và Shonan Bellmare.

## Thống kê câu lạc bộ

### J.League
| Đội             | Năm       | J.League | J.League | J.League Cup | J.League Cup | Tổng cộng | Tổng cộng |
| Đội             | Năm       | Trận     | Bàn      | Trận         | Bàn          | Trận      | Bàn       |
| --------------- | --------- | -------- | -------- | ------------ | ------------ | --------- | --------- |
| FC Tokyo        | 2008      | 20       | 3        | 7            | 0            | 27        | 3         |
| Shonan Bellmare | 2010      | 20       | 4        | 0            | 0            | 20        | 4         |
| Tổng cộng       | Tổng cộng | 40       | 7        | 7            | 0            | 47        | 7         |